# Physula arbona
Physula arbona är en fjärilsart som beskrevs av Druce 1891. Physula arbona ingår i släktet Physula och familjen nattflyn. Inga underarter finns listade i Catalogue of Life.